# Милоградська культура

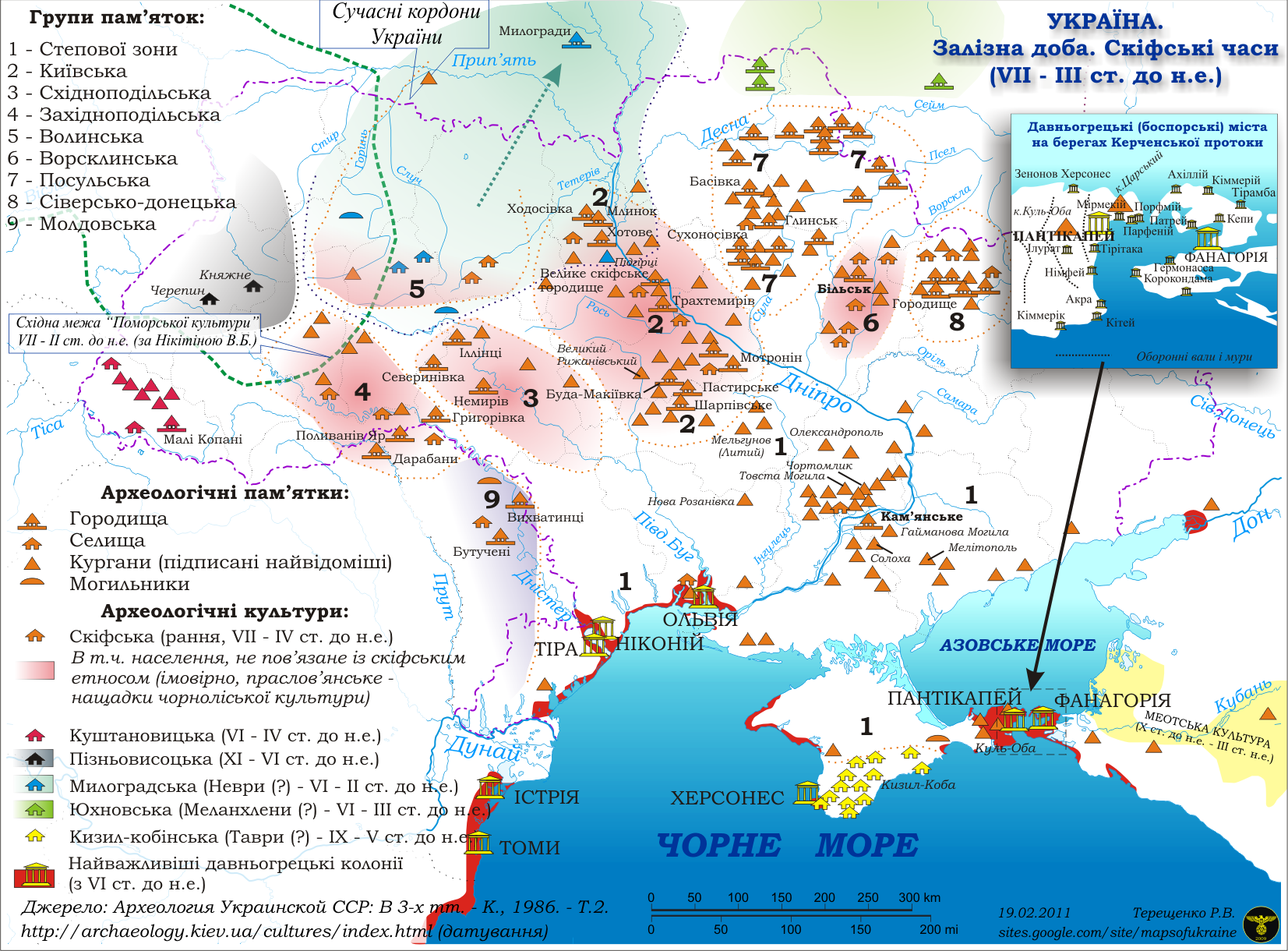

Милоградсько-Підгірцівська культура, Милоградська культура (біл. Мілаградская культура) — поліська археологічна культура VII—I століть до н. е. (згідно з Расадіним С. Є. IX—I ст. до н. е.).
Ототожнена з неврами Геродота. Носіїв цієї археологічної культури зараховують до балтів або до праслов'ян. Генетично пов'язана з сосницькою і тшинецькою культурою.
Надалі зазнала сильного впливу культури підклешово-поморських племен, які прийшли з північного заходу і разом з місцевими милоградсько-підгірцівськими племенами сформували згодом на цій території зарубинецьку культуру. На півночі частина території Милоградської культури увійшла до складу культури штрихованої кераміки пізнього періоду.
Межувала з дніпро-двинською культурою на півночі, юхнівською культурою на сході, поморською культурою на заході. На півдні та південному сході межувала зі скіфами.
Назва культури походить від городища Милоград і Підгірці. У 1950-х роках О. Мельниківська, дослідивши городища Милоград Речицького району Гомельської області (Білорусі), виокремила милоградську культуру серед пам'яток ранньої залізної доби. Одночасно археолог В. Даниленко виявив пам'ятки цієї культири у селі Підгірці Обухівського району Київської області.

## Територія
Це культура племен, котрі жили на сточищі річки Дніпро між середньою течією Березини на півночі та річкою Рось на півдні, Західним Бугом на заході та річкою Іпуть на сході (терени Південної Білорусі та Українського Полісся).

## Житла
Населення цієї археологічної культури мешкало в поселеннях, які складаються з землянок.

## Поховання
Поховальний обряд синкретичний: практикувалася і кремація, і курганні поховання.